# ФК „Марек“ (Дупница)
ФК „Марек“ е футболен клуб от град Дупница, България.
Участва в Югозападната трета лига. Основан е през 1947 г. след сливането на 3 местни клуба. От 1952 г. играе домакинските си срещи на стадион „Бончук“ с капацитет от 16 000 места. Клубните цветове са червено, бяло и тъмно синьо.
В историята си „Марек“ има общо 29 сезона в А група. Най-доброто класиране е през сезон 1976/77, когато отборът завършва на 3-то място и се окичва с бронзовите медали. През сезон 1977/78 печели Купата на България, побеждавайки ЦСКА с 1:0 на финала.
На международна сцена „Марек“ има участие в турнир за Купата на УЕФА, турнир за Купата на носителите на купи (КНК) и 5 пъти в летния турнир Интертото.

## Успехи
- Републиканското първенство:
  - Полуфиналист: 1948

- А група:
  -  Бронзов медалист: 1976/77

- Национална купа:
  -  Носител: 1977/78

- Б група:
  -  Шампион (6): 1955 (Югозападна), 1956 (Югозападна), 1958 (Южна), 1967/68 (Южна), 1975/76 (Южна), 2013/14

- Купата на АФЛ
  - Финалист: Купата на АФЛ 2021

## История

### Предистория
До 1947 г. в Дупница са съществували редица футболни клубове, като най-популярни сред тях са Левски (основан 1922 г.), Атлетик (основан 1923 г.) и Славия (основан 1931 г.). Дупнишките отбори участват в учредяването на Югозападната футболна лига през 1923 г., а в периода 1935 – 1944 участват нерядко във финалите на републиканските шампионати. Най-големият успех постига Левски, който през 1925 г. достига до полуфинал на Държавното първенство, където отпада от Владислав (Варна).

### Основаване на клуба
През 1947 г. Левски, Атлетик и Славия се сливат, като обединеният клуб получава името Марек в чест на дупнишкия комунистически деец Станке Димитров, чийто псевдоним е именно Марек. Малко по-късно в клуба се влива и Локомотив (основан 1938 г.). През 1948 г. Марек достига до полуфинал в Републиканското първенство, където отпада от Левски (София).
През 1948/49 дупничани стават част от първото издание на новосформираната А група, като успяват да запазят мястото си в групата, завършвайки на 8-а позиция от 10 отбора. През 1950 обаче изпадат, а до края на 50-те години на ХХ век участват в елита през 1953 и 1957 без да успеят да се утвърдят в първенството. Сред водещите играчи на отбора в този период е нападателят Димитър Исаков.

### Утвърждаване в А група
През 1960-те години Марек има по-сериозно присъствие в А група. През 1960/61 под ръководството на треньора Любен Петров отборът заема пето място в крайното класиране. През 1965/66 нападателят на тима Трайчо Спасов става голмайстор на първенството с 21 попадения.
Изграден е стабилен състав с футболисти като Сашо Паргов, Георги Сапинев, Кирил Миланов, Борислав Манов, Георги Богданов, Кирил Белчински. Клубът допуска едно изпадане през 1967 г., но още на следващата година отново е в елита. Успява да се задържи в А група до 1972 г. През 1970/71 под ръководството на треньора Иван Радоев Марек достига до полуфинал в турнира за националната купа, където обаче отпада от бъдещия носител на трофея Левски.

### При треньора Янко Динков
През 1974 г. на треньорския пост в Марек се завръща Янко Динков, под чието ръководство отборът изпада от А група през 1971/72. Вторият му престой начело на клуба е далеч по-успешен. През сезон 1975/76 дупничани завършват на първо място в Южната Б група и се завръщат в елитното първенство след 4-годишна пауза. На следващата година като дебютант в А група отборът прави впечатляващ сезон, най-силният в дотогавашната си история. Марек завършва на 3-то място след Левски и ЦСКА, окичвайки се с бронзовите медали. Така печели за първи път правото да представя България в Купата на УЕФА. Лидер на тима в този период продължава да бъде Сашо Паргов, а край него в състава вече личат имената на Любен Севдин, Роман Караколев, близнаците Иван Петров и Венцислав Петров, Димитър Димитров-Мики, Асен Томов, вратарят Стоян Стоянов.
Първият съперник на Марек в Купата на УЕФА през сезон 1977/78 е унгарският Ференцварош. На 14 септември 1977 г. дупничани побеждават с 3:0 на стадион „Бончук“, след което губят с 0:2 реванша, но продължават напред в турнира. Във втория кръг се изправят срещу немския колос Байерн (Мюнхен). Немците печелят първия мач като домакини с 3:0, но във втората среща дупничани записват впечатляващ успех с 2:0 на 2 ноември, постигайки една от най-знаменитите победи в своята история. Футболистите на Марек бележат двата си гола още през първото полувреме, като след почивката на няколко пъти пропускат да доведат сблъсъка до продължения.
През същия сезон 1977/78 Марек печели първи трофей в клубната история – националната купа, като на финала на 24 май 1978 г. побеждава с 1:0 ЦСКА с гол на защитника Любен Севдин. Така дупничани си осигуряват правото за втори пореден път да участват в евротурнирите, този път в Купата на носителите на купи (КНК). В първия кръг през сезон 1978/79 Марек се изправя срещу шотландския Абърдийн, воден от Алекс Фъргюсън. Дупничани отпадат от надпреварата след домакинска победа с 3:2 и загуба като гост с 0:3.
През 1980 г. и 1981 г. Марек представя България в груповата фаза на Купа Интертото. През първата година среща шведския ИФК Гьотеборг, австрийския Аустрия Залцбург и датския Б 93 Копенхаген, като постига 2 победи от 6 мача – с 4:2 срещу Аустрия и с 2:0 срещу Б 93 Копенхаген. През 1981 г. дупничани записват 6 загуби в група с немския Щутгартер Кикерс, норвежкия Викинг и холандския Вилем II.
Най-силната ера на Марек в клубната история приключва през сезон 1981/82. Отборът завършва на 13-о място в А група и след загубен бараж от Розова долина (Казанлък), изпада във втория ешелон.

### 19 години извън А група
През сезон 1982/83 Марек завършва на 6-о място в Южната Б група, а през 1983/84 финишира на 8-а позиция. През 1984/85 отборът се срива и след като се класира на 19-о място от 22 отбора изпада във В група.
Само година по-късно клубът се завръща във втория ешелон под ново име. Преименуван е на Рила. След три години в долната половина на таблицата в Б група (веднъж на 13-о и два пъти на 16-о място), през сезон 1989/90 отборът изпада отново в третия ешелон. Следва тежък период от 9 години, в който страда от остра липса на финанси и крета в аматьорския футбол.
С демократичните промени клубът си връща името Марек. През 1992 г. се преименува на АСЛ 1919, след това и на Дупница, а от април 1994 г. отново приема името Марек. Всичко това обаче не води до някакви ползи за отбора.

### В елита, игри в Интертото
Ситуацията в Марек коренно се променя през 1999 г., когато финансовата издръжка е поета от бизнесмена Стефан Милушев, станал президент на клуба. През сезон 1999/2000 дупничани печелят промоция за Б група, а през следващата кампания се класират на 2-ро място във втория ешелон и се завръщат в елита след 19-годишна пауза. Управлението на Милушев се характеризира с честа смяна на треньорите, но въпреки това отборът успява да се укрепи в А група. През състава минават качествени футболисти като Велизар Димитров, грузинецът Амиран Муджири, Любомир Любенов, Веселин Великов, Крум Бибишков.
Марек се задържа общо 7 последователни сезона в А група, като най-доброто класиране на тима в този период е 7-о място през 2003/04. Клубът в три поредни години е представител на България в летния европейски турнир Купа Интертото – през 2002 г., 2003 г. и 2004 г. През първата година отстранява два съперника – уелският Кайрсус и израелският Ашдод, преди да бъде елиминиран от хърватския Славен Белупо. През лятото на 2003 г. Марек се справя с унгарския Видеотон и стига до сблъсък с немския Волфсбург. Първият мач срещу германците завършва 1:1 на стадион „Бончук“, но във втората среща е записана загуба с 0:2. През 2004 г. дупничани елиминират грузинския Дила Гори, но след това отпадат от белгийския Генк.
През лятото на 2005 г. Стефан Милушев се оттегля от Марек, а издръжката на клуба е поета от Йордан Андреев, който дотогава е президент на македонския Брегалница. През сезон 2007/08 Марек завършва на последно място в А група и изпада от елитната дивизия. През следващите две години клубът има сериозни финансови затруднения, но успява да се задържи в Западната Б група.

### ФК „Марек 2010“
През лятото на 2010 г. заради липса на финанси Марек се отказва от участие в Западната Б група. Клубът обявява фалит заради натрупани дългове от 1,5 млн. лева. През юли 2010 г. е създадено ново дружество под името Марек 2010, което започва участие от А окръжна група.
През сезон 2012/13 Марек става шампион на Югозападната В група и печели промоция за професионалния футбол. През следващата кампания възходът на отбора продължава и във втория ешелон. През 2013/14 дупничани завършват на 1-во място в Б група и се завръщат в елита след 6-годишна пауза.

### ФК „Марек 2015“
През лятото на 2015 г. Марек за втори път в рамките на 5 години е обявен в несъстоятелност. Създадено е ново дружество, наречено Марек 2015. През сезон 2015/16 отборът печели промоция за Югозападната група на Трета лига, където участва през следващите години без особен успех.

## Сезони в А група
| Сезон   | Място | М  | П  | Р | З  | Г.Р.  | гол | Т  |
| ------- | ----- | -- | -- | - | -- | ----- | --- | -- |
| 2014/15 | 11    | 32 | 5  | 5 | 22 | 14:71 | -57 | 20 |
| 2007/08 | 16    | 30 | 5  | 3 | 22 | 16:68 | -52 | 18 |
| 2006/07 | 12    | 30 | 9  | 7 | 14 | 39:58 | -19 | 34 |
| 2005/06 | 11    | 28 | 8  | 7 | 13 | 23:37 | -14 | 31 |
| 2004/05 | 9     | 30 | 9  | 8 | 13 | 34:44 | -10 | 35 |
| 2003/04 | 7     | 30 | 12 | 2 | 16 | 33:50 | -17 | 38 |
| 2002/03 | 9     | 26 | 8  | 6 | 12 | 36:42 | -6  | 30 |
| 2001/02 | 7     | 40 | 14 | 8 | 18 | 46:57 | -11 | 38 |
| 1981/82 | 13    | 30 | 9  | 8 | 13 | 23:40 | -17 | 26 |
| 1980/81 | 8     | 30 | 12 | 4 | 14 | 39:40 | -1  | 28 |
| 1979/80 | 6     | 30 | 11 | 9 | 10 | 51:42 | +9  | 31 |
| 1978/79 | 6     | 30 | 13 | 7 | 10 | 42:39 | +3  | 33 |
| 1977/78 | 14    | 30 | 11 | 4 | 15 | 37:40 | -3  | 26 |
| 1976/77 | 3     | 30 | 15 | 8 | 7  | 43:28 | +15 | 38 |
| 1971/72 | 14    | 34 | 10 | 6 | 18 | 31:65 | -34 | 26 |
| 1970/71 | 10    | 30 | 9  | 9 | 12 | 37:41 | -4  | 27 |
| 1969/70 | 11    | 30 | 12 | 3 | 15 | 41:49 | -8  | 27 |
| 1968/69 | 14    | 30 | 9  | 7 | 14 | 34:46 | -12 | 25 |
| 1966/67 | 16    | 30 | 8  | 5 | 17 | 24:41 | -17 | 21 |
| 1965/66 | 12    | 30 | 9  | 9 | 12 | 39:51 | -12 | 27 |
| 1964/65 | 13    | 30 | 9  | 8 | 13 | 34:41 | -7  | 26 |
| 1963/64 | 9     | 30 | 11 | 6 | 13 | 39:32 | +7  | 28 |
| 1962/63 | 14    | 30 | 10 | 5 | 15 | 37:53 | -17 | 25 |
| 1961/62 | 14    | 26 | 5  | 4 | 17 | 24:50 | -26 | 14 |
| 1960/61 | 5     | 26 | 9  | 9 | 8  | 33:45 | -12 | 27 |
| 1957    | 12    | 22 | 2  | 7 | 13 | 20:54 | -34 | 11 |
| 1953    | 15    | 28 | 3  | 7 | 18 | 23:60 | -37 | 13 |
| 1950    | 10    | 18 | 2  | 2 | 14 | 9:47  | -38 | 6  |
| 1948/49 | 8     | 18 | 2  | 4 | 12 | 16:42 | -26 | 8  |

## Състав 2018/19
Към 5 септември 2018 г.
| | | Николай Ганчев

## Почетни листи в А група
| # | Име             | Мачове |
| - | --------------- | ------ |
| 1 | Сашо Паргов     | 289    |
| 2 | Борислав Манов  | 242    |
| 3 | Георги Сапинев  | 232    |
| 4 | Димитър Куков   | 215    |
| 5 | Георги Богданов | 201    |
| 6 | Сашо Костадинов | 183    |
| 7 | Любен Севдин    | 180    |
| 8 | Кирил Белчински | 169    |

| # | Име              | Голове |
| - | ---------------- | ------ |
| 1 | Сашо Паргов      | 72     |
| 2 | Трайчо Спасов    | 65     |
| 3 | Иван Петров      | 61     |
| 4 | Венцислав Петров | 46     |
| 5 | Кирил Миланов    | 34     |
| 6 | Борислав Манов   | 30     |
| 7 | Димитър Исаков   | 29     |
| 8 | Сашо Костадинов  | 28     |

## Треньори на клуба
| Име              | От             | До             |
| ---------------- | -------------- | -------------- |
| Никола Шулев     | 1967           | 1968           |
| Иван Радоев      | 1968           | 1971           |
| Янко Динков      | 1971           | 1973           |
| Иван Радоев      | 1973           | 1973           |
| Павел Владимиров | 1974           | 1974           |
| Янко Динков      | 1974           | 1981           |
| Димитър Куков    | 1981           | 1982           |
| Янко Динков      | 1984           | 1985           |
| Димитър Куков    | 1985           | 1987           |
| Марио Митев      | 1987           | 1988           |
| Сашо Паргов      | 1988           | 1989           |
| Роман Караколев  | 1989           | 1990           |
| Георги Димитров  | март 2001      | юни 2001       |
| Петър Зехтински  | юни 2001       | септември 2001 |
| Янко Динков      | септември 2001 | януари 2002    |
| Димитър Алексиев | януари 2002    | юли 2002       |
| Георги Димитров  | юли 2002       | октомври 2002  |
| Иван Кючуков     | октомври 2002  | май 2003       |
| Любомир Трайков  | май 2003       | септември 2003 |
| Георги Димитров  | септември 2003 | октомври 2003  |
| Румен Стоянов    | октомври 2003  | август 2004    |

| Име                | От             | До             |
| ------------------ | -------------- | -------------- |
| Велислав Вуцов     | август 2004    | април 2005     |
| Войн Войнов        | април 2005     | декември 2005  |
| Стоян Коцев        | декември 2005  | септември 2007 |
| Юри Васев          | септември 2007 | ноември 2007   |
| Георги Димитров    | ноември 2007   | март 2008      |
| Стоян Коцев        | март 2008      | април 2008     |
| Альоша Андонов     | април 2008     | юни 2008       |
| Мануел Лопеш       | юли 2008       | септември 2008 |
| Илия Илиев         | септември 2008 | ноември 2008   |
| Атанас Джамбазки   | декември 2008  | юни 2009       |
| Анжело Кючуков     | юли 2009       | юни 2010       |
| Ивайло Паргов      | юли 2010       | февруари 2012  |
| Анжело Кючуков     | февруари 2012  | юли 2012       |
| Румен Стоянов      | юли 2012       | август 2013    |
| Ивайло Паргов      | август 2013    | юни 2014       |
| Антон Велков       | юни 2014       | октомври 2014  |
| Тенчо Тенев        | октомври 2014  | юни 2015       |
| Борис Кръстев      | юли 2015       | септември 2016 |
| Янек Кючуков       | септември 2016 | октомври 2016  |
| Цветан Видински    | октомври 2016  | януари 2020    |
| Светослав Георгиев | януари 2020    | -              |

## Известни футболисти
- Роман Караколев
- Венцислав Петров
- Иван Петров
- Трайчо Спасов
- Кирил Миланов
- Димитър Исаков
- Сашо Паргов
- Георги Сапинев
- Любомир Любенов
- Николай Чавдаров
- Крум Бибишков
- Петър Авуски
- Янек Кючуков
- Ивайло Паргов
- Еньо Кръстовчев
- Румен Шанкулов
- Димитър Коемджиев
- Георги Кардашев
- Димитър Димитров - Мики
- Живко Иробалиев